# Grote zwartschild
De grote zwartschild of zwarte streeploopkever (Pterostichus niger) is een keversoort uit de familie van de loopkevers (Carabidae). De wetenschappelijke naam van de soort werd in 1783 gepubliceerd door Johann Gottlieb Schaller.